# Carlo Sfondrini
Carlo Sfondrini (fl. XX secolo) è stato un calciatore italiano,di ruolo mediano.

## Carriera
Ha disputato un solo campionato con il Pavia, quello che portato la squadra in Prima Categoria. Ha giocato tutte le partite esordendo l'8 novembre 1914 nella sfida Monza-Pavia (1-4), e ha realizzato una rete il 23 maggio 1915 nella vittoria per 9-0 contro il Pro Lissone. Dopo la guerra nel 1920-1921 ha allenato la prima squadra del Pavia in una Commissione Tecnica con De Paoli e Cazzani, e nella stagione 1922-1923 con Vigorelli e Zighetti.